# Comitato di Trencsén
Il comitato di Trencsén (in ungherese Trencsén vármegye, in slovacco Trenčianska župa) è stato un antico comitato del Regno d'Ungheria, situato nell'odierna Slovacchia settentrionale. Capoluogo del comitato era la città di Trenčín (in ungherese Trencsén).

## Geografia fisica
Il comitato di Trencsén era situato nel versante meridionale dei Monti Tatra occidentali e confinava con i territori austriaci di Moravia, Slesia e Galizia, nonché con gli altri comitati di Árva, Turóc e Nitra. Il comitato era percorso dal fiume Váh.

## Storia
In seguito al Trattato del Trianon (1920) l'intero comitato venne assegnato alla neonata Cecoslovacchia, con le seguenti vicende amministrative:
- 1918-1922: Trenčianska župa CS
- 1922-1928: Bratislavská župa + Považská župa + Nitrianska župa CS
- 1928-1939: Slovenská krajina/zem CS
- 1940-1945: Trenčianska župa SK
- 1945-1948: Slovenská krajina CS
- 1949-1960: Bratislavký kraj + Nitriansky kraj + Žilinský kraj CS
- 1960-1990: Západoslovenský kraj + Stredoslovenský kraj CS

Dall'indipendenza della Slovacchia il territorio dell'antico comitato è diviso tra la regione di Žilina e quella di Trenčín.